# Parque nacional Islas Vírgenes
El parque nacional de las Islas Vírgenes es un parque nacional de los Estados Unidos, situado en las Islas Vírgenes, que comprende el 60% de la isla San Juan. El parque es famoso por las posibilidades que ofrece para practicar buceo y por los kilómetros de senderos a través de bosques tropicales que posee. 

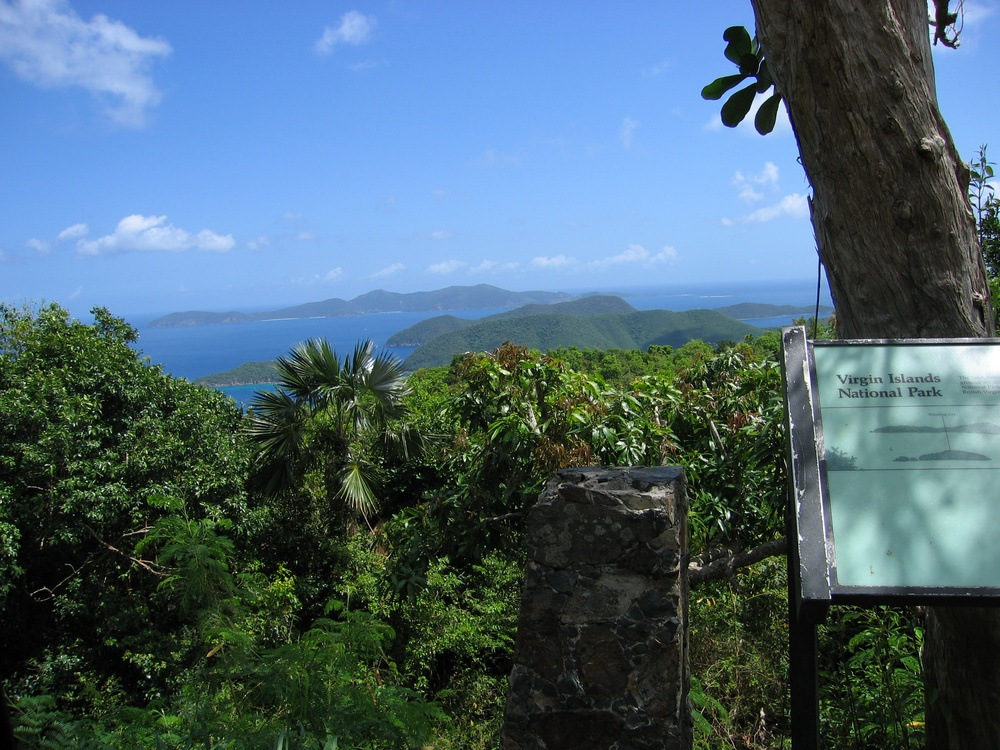
Bosques Tropicales.

Los ferries que parten desde Red Hook y Charlotte Amalie en la isla de Santo Tomás efectúan escala en Cruz Bay, puerta de acceso al parque. 
Una de las atracciones principales del parque es Trunk Bay que posee una playa de arena blanca con un sendero submarino para buceadores. 
Por tierra, se pueden seguir los senderos que recorren las ruinas de las plantaciones de caña de azúcar en bahía Cinnamon o el sendero de la Montaña Burdeos, que asciende hasta el pico más alto de la isla, a 1277 pies sobre el nivel del mar. El sendero más conocido es el de la bahía Ref. Por esta ruta se puede admirar la extraordinaria belleza de los bosques que lo rodean, los restos de molinos de azúcar y las cavernas con petroglifos históricos. También se puede visitar la cascada Spring-feld y tomar un baño en la piscina que forman las aguas al depositarse. Uno de los mejores lugares para practicar el buceo es la bahía Genti.  Los visitantes pueden pernoctar en San Juan, cerca de los terrenos del parque, o también se puede optar por dormir en uno de los dos cámpines que se encuentran dentro de los límites del parque, en la bahía Maho y en la bahía Cinnamon. 
El parque nacional de las Islas Vírgenes también incluye la Isla Hassel, en la salida del puerto de Charlotte Amalie así como otros peñones e islotes alrededor de la Santo Tomás. 